# العلاقات البحرينية الباربادوسية
العلاقات البحرينية الباربادوسية هي العلاقات الثنائية التي تجمع بين البحرين وباربادوس.

## مقارنة بين البلدين
هذه مقارنة عامة ومرجعية للدولتين:
| وجه المقارنة                                              | البحرين       | باربادوس       |
| --------------------------------------------------------- | ------------- | -------------- |
| المساحة (كم2)                                             | 765           | 439            |
| عدد السكان (نسمة)                                         | 1.49 مليون    | 285.72 ألف     |
| الكثافة السكانية (ن./كم²)                                 | 194.77 ألف    | 65.08 ألف      |
| العاصمة                                                   | المنامة       | بريدج تاون     |
| اللغة الرسمية                                             | اللغة العربية | لغة إنجليزية   |
| العملة                                                    | دينار بحريني  | دولار بربادوسي |
| الناتج المحلي الإجمالي (بليون دولار)                      | 35.31 مليار   | 4.80 مليار     |
| الناتج المحلي الإجمالي (تعادل القوة الشرائية) بليون دولار | 64.16 مليار   | 4.66 مليار     |
| الناتج المحلي الإجمالي الاسمي للفرد دولار أمريكي          | 22.60 ألف     | 15.43 ألف      |
| الناتج المحلي الإجمالي للفرد دولار أمريكي                 | 45.50 ألف     | 16.06 ألف      |
| مؤشر التنمية البشرية                                      | 0.824         | 0.795          |
| رمز المكالمات الدولي                                      | +973          | +1246          |
| رمز الإنترنت                                              | .bh           | .bb            |
| المنطقة الزمنية                                           | ت ع م+03:00   | 00             |

## منظمات دولية مشتركة
يشترك البلدان في عضوية مجموعة من المنظمات الدولية، منها:
| علم المنظمة | اسم المنظمة                               | تاريخ انضمام البحرين | تاريخ انضمام باربادوس |
| ----------- | ----------------------------------------- | -------------------- | --------------------- |
|             | يونسكو                                    | 18 يناير 1972        | 24 أكتوبر 1968        |
|             | وكالة ضمان الاستثمار متعدد الأطراف        | 12 أبريل 1988        | 12 أبريل 1988         |
|             | الأمم المتحدة                             | 21 سبتمبر 1971       | 9 ديسمبر 1966         |
|             | الاتحاد البريدي العالمي                   | ?                    | ?                     |
|             | البنك الدولي للإنشاء والتعمير             | 15 سبتمبر 1972       | 12 سبتمبر 1974        |
|             | الاتحاد الدولي للاتصالات                  | 1975                 | 16 أغسطس 1967         |
|             | منظمة حظر الأسلحة الكيميائية              | ?                    | ?                     |
|             | مؤسسة التمويل الدولية                     | 22 سبتمبر 1995       | 25 يونيو 1980         |
|             | المركز الدولي لتسوية المنازعات الاستشارية | 15 مارس 1996         | 1 ديسمبر 1983         |
|             | منظمة التجارة العالمية                    | ?                    | ?                     |
|             | منظمة الشرطة الجنائية الدولية             | ?                    | ?                     |

## وصلات خارجية
- موقع وزارة الخارجية البحرينية
- موقع وزارة الخارجية الباربادوسية